# Saint-Martin-d’Arc
Saint-Martin-d’Arc – miejscowość i gmina we Francji, w regionie Owernia-Rodan-Alpy, w departamencie Sabaudia.
Według danych na rok 1990 gminę zamieszkiwały 333 osoby, a gęstość zaludnienia wynosiła 68 osób/km² (wśród 2880 gmin regionu Rodan-Alpy Saint-Martin-d’Arc plasuje się na 1297. miejscu pod względem liczby ludności, natomiast pod względem powierzchni na miejscu 1521.).

## Bibliografia

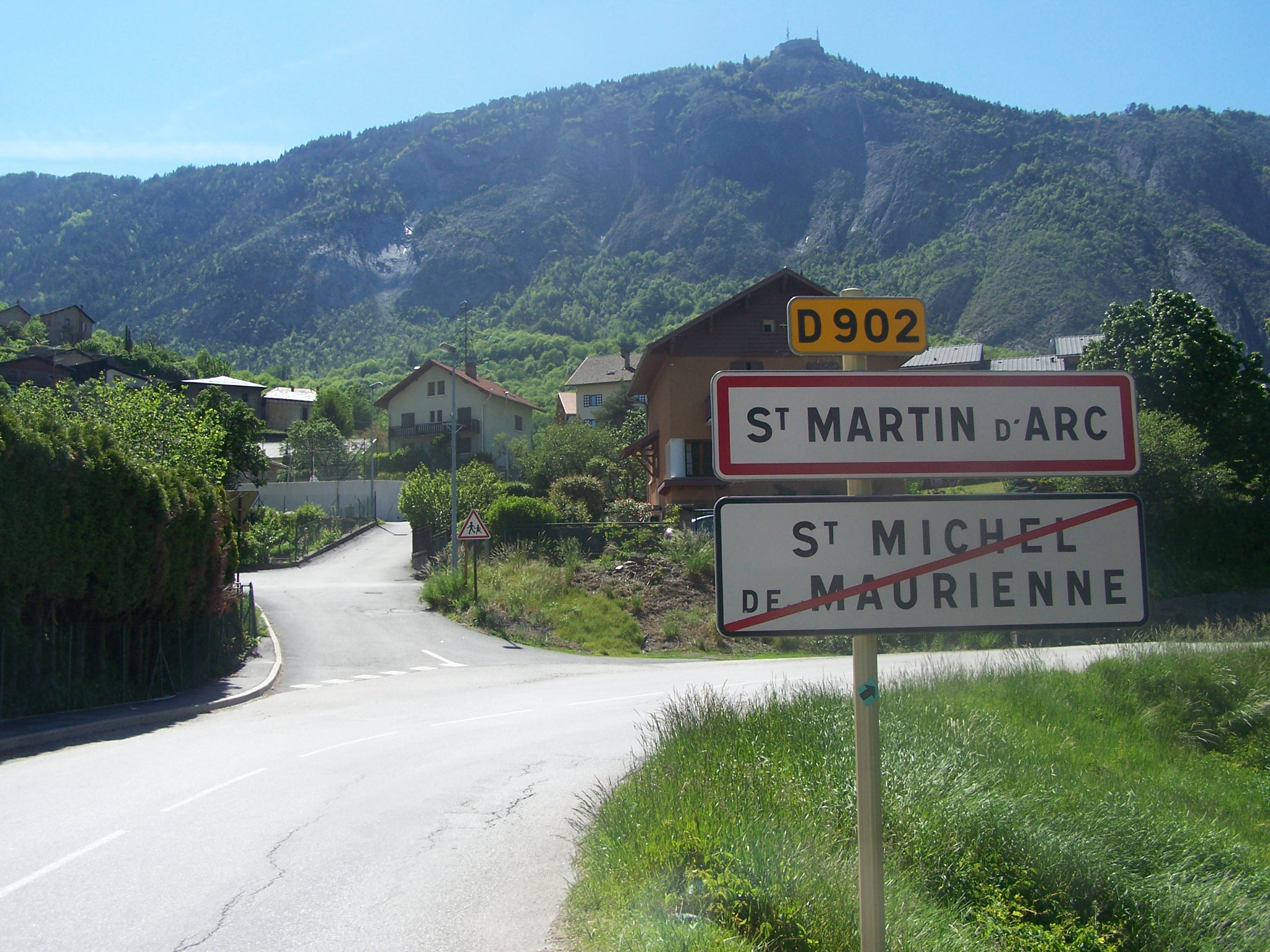
Saint-Martin-d’Arc